# Merkur (supermarktketen)
Merkur was een supermarktketen in Oostenrijk behorende tot de Rewe International AG-groep. Op 6 april 2021 is in een herstructurering van Rewe de keten opgegaan in de Billa en zijn de winkels omgedoopt tot Billa Plus-supermarkten.
Ze stonden bekend om hun kleine en middelgrote supermarkten die elk rond de twintigduizend verschillende artikelen verkochten. Meestal kwamen deze producten uit de regio waar de vestiging gelegen was.